# Pudupatti
Pudupatti es una ciudad y nagar Panchayat situada en el distrito de Theni en el estado de Tamil Nadu (India). Su población es de 11511 habitantes (2011).

## Demografía
Según el censo de 2011 la población de Pudupatti era de 11511 habitantes, de los cuales 5740 eran hombres y 5711 eran mujeres. Pudupatti tiene una tasa media de alfabetización del 79,95%, inferior a la media estatal del 80,09%: la alfabetización masculina es del 87,32%, y la alfabetización femenina del 72,70%.